# Latsch (Bergün Filisur)
Latsch (toponimo tedesco) è una frazione del comune svizzero di Bergün Filisur, nella regione Albula (Canton Grigioni).

## Storia

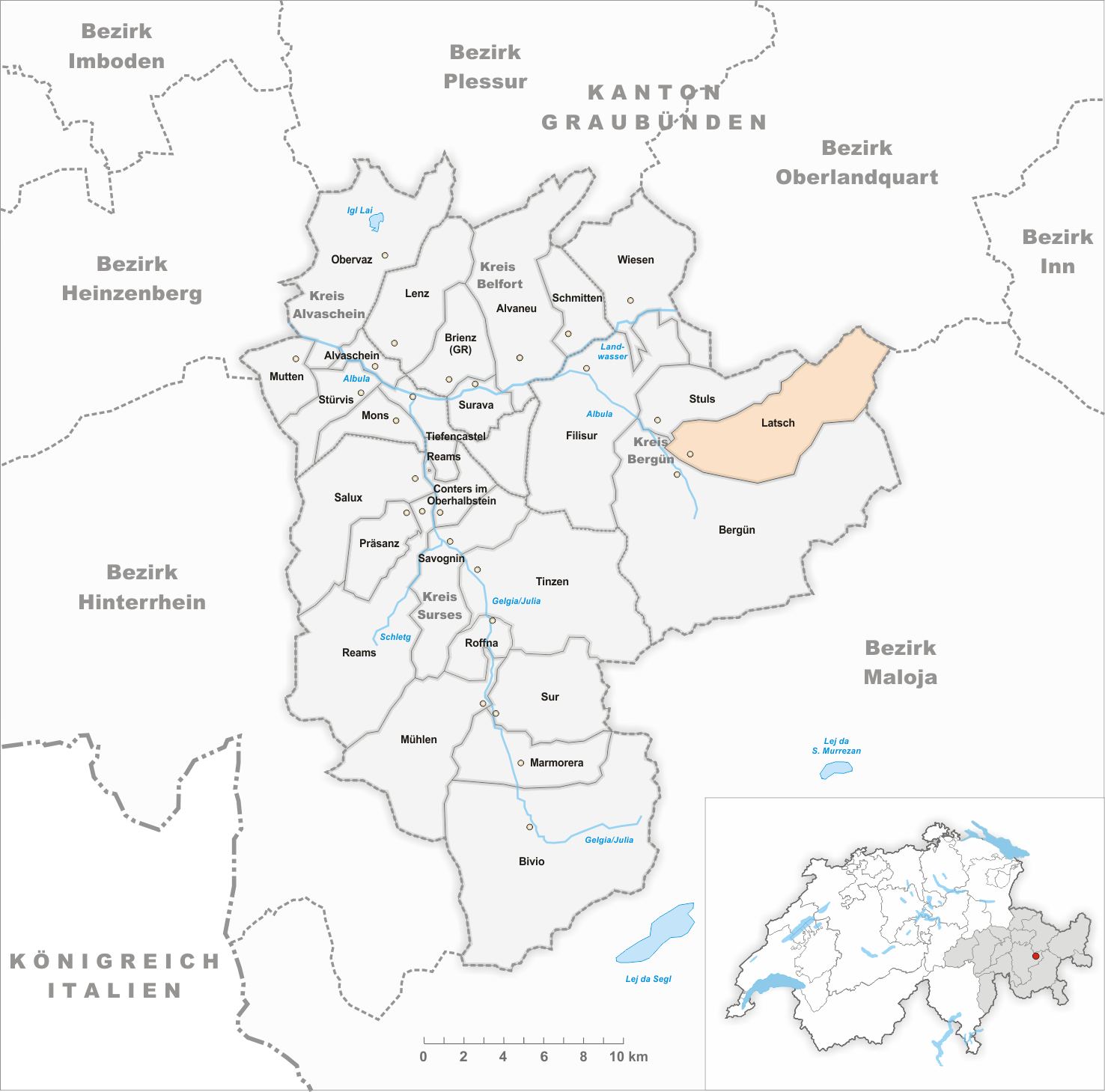
Il territorio del comune di Latsch prima degli accorpamenti comunali del 1912

Già comune autonomo appartenente al distretto dell'Albula, nel 1912 fu accorpato al comune di Bergün, il quale a sua volta il 1º gennaio 2018 è stato accorpato all'altro comune soppresso di Filisur per formare il nuovo comune di Bergün Filisur.

## Monumenti e luoghi d'interesse

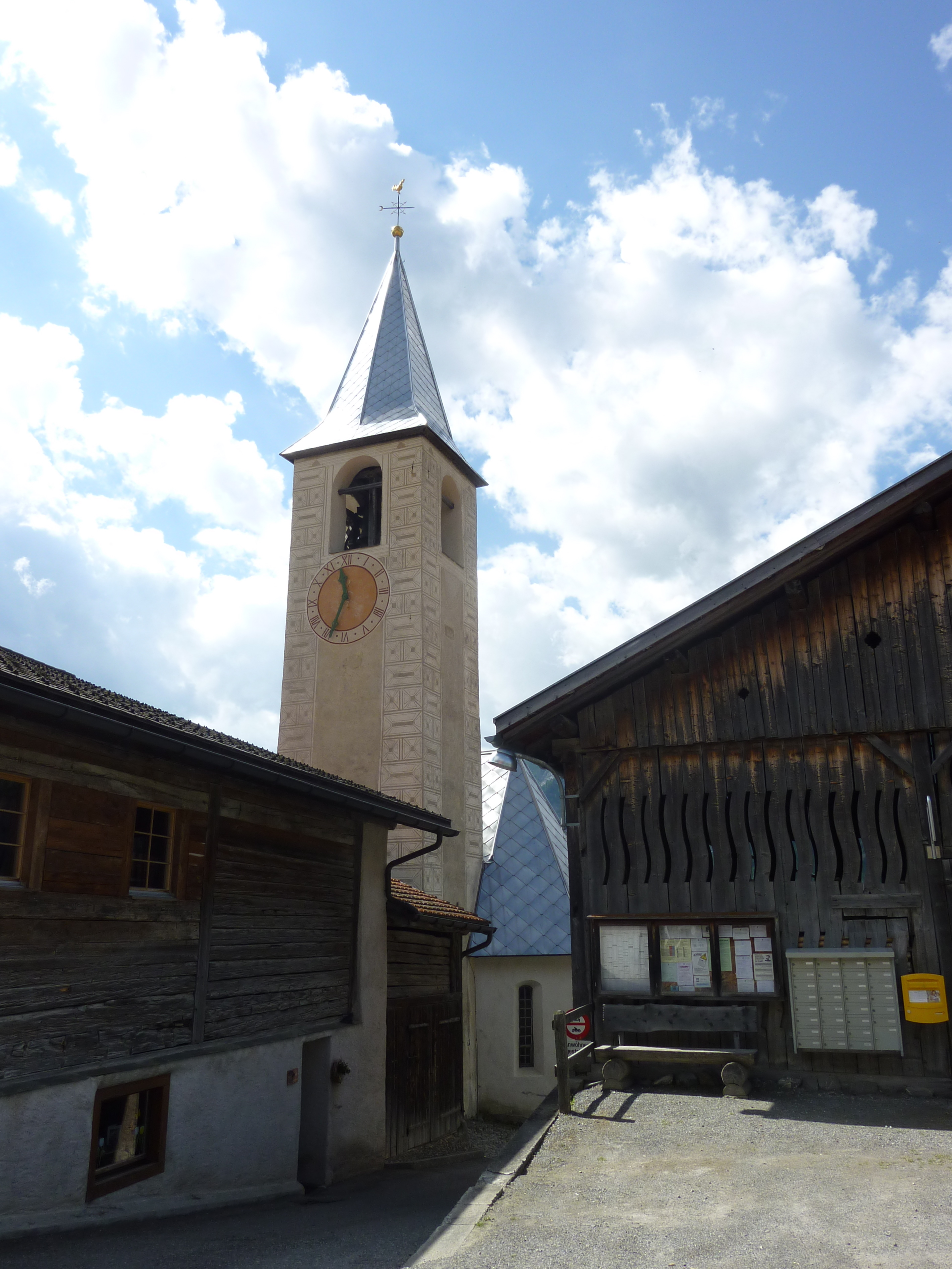
La chiesa riformata

- Chiesa riformata (già chiesa cattolica di San Nicola), attestata dal 1523[1].

## Società

### Evoluzione demografica
L'evoluzione demografica è riportata nella seguente tabella:
Abitanti censiti

## Amministrazione
Ogni famiglia originaria del luogo fa parte del comune patriziale che ha la responsabilità della manutenzione di ogni bene comune.